# Bès
Pour les articles homonymes, voir Bès.

Amulette représentant le dieu Bès, faïence égyptienne bleue, entre 1540 et 1076 av.(Musée égyptologique de Turin)

Bès, est dans la mythologie égyptienne le dieu du foyer mais a également d'autres attributs secondaires. Il ne prend de l'intérêt dans le quotidien des Égyptiens qu'au Nouvel Empire.
Bès est un dieu originaire du Soudan qui s'est implanté en Égypte sous la XIIe dynastie. Il acquiert une grande popularité grâce à sa jovialité. Il est généralement associé au dieu guerrier Aha (qui peut être interprété comme son ancêtre) et souvent aux déesses Hathor et Taouret.
Les amulettes à son effigie ont une fonction apotropaïque.

## Aspect
Bès est presque toujours représenté sous la forme d’un nain doté de longs bras, de jambes courtes et d’une queue. Son visage rappelle le lion, il est marqué par une barbe hirsute et des sourcils imposants qui accentuent son aspect peu amical. Bès porte souvent, à partir du Nouvel Empire, une peau de lion ou de léopard et est parfois doté de deux petites cornes. Sous cette peau de léopard se cacherait selon les légendes, un pénis impressionnant. Aux yeux des Égyptiens, ce cadeau de la nature dote celui qui en bénéficie d’un gros appétit sexuel, lequel ne peut qu’aller de pair avec la joie de vivre. Cet attribut remarquable a beaucoup contribué à sa cote de popularité.
La plupart des représentations de Bès le montrent de face, ce qui est exceptionnel dans l’iconographie égyptienne. Cela révèle les liens que Bès a avec le soleil, dont il est vraisemblablement un avatar. Aussi, Bès est un dieu hilare, ce qui explique qu’il est souvent représenté avec des instruments de musique à la main. Il est parfois accompagné de son épouse, un serpent surnommé Beset, mais on le considère le plus souvent comme l’époux de Taouret.

## Attribut
De manière générale, le rôle de Bès était de veiller sur les humains dans leur vie quotidienne, ce qui le rend très populaire et proche des Égyptiens. Cet attribut explique pourquoi il est souvent armé ; en effet, il peut ainsi égorger ses ennemis et ceux de ses adorateurs. C'est d'ailleurs pour cela qu'on le surnomme « Le Combattant ». Il protège les hommes contre les forces néfastes, les esprits malfaisants, les animaux dangereux comme les reptiles, les crocodiles du Nil, les scorpions, les insectes et les fauves du désert. Bès fait fuir, par ses danses grotesques et ses grimaces affreuses, toutes les forces du mal mais il apporte également la joie, le divertissement et la bonne humeur en jouant de la harpe et de la lyre dans les foyers. Il est aussi connu pour sa protection du sommeil, il garantit aux humains des nuits calmes et un sommeil paisible en écartant toutes les puissances hostiles. Ce dieu est aussi le protecteur des femmes en couche sur lesquelles il veille également pendant leur grossesse. Son image orne tout lieu et toute scène réclamant sa puissance de dissuasion à l’égard des esprits maléfiques qui pourraient mettre en péril l’issue de la grossesse, il met en fuite les mauvais génies de l’accouchement. Souvent, on le représente en train de danser ou de jouer du tambourin autour du lit du nouveau-né pour éloigner les esprits malins. Bès est aussi considéré comme le dieu qui apporte le bonheur dans les foyers, ce qui explique qu’il est très aimé.

## Représentation
Longtemps, les danseuses égyptiennes ont considéré Bès comme leur patron car il était assimilé à la bonne humeur, la fête et la danse. C'est pourquoi, pour lui témoigner leur affection et invoquer sa protection, la plupart d’entre elles se font tatouer son effigie sur la cuisse. Celle-ci est aussi fréquemment présente sur les têtes ou les pieds de lit car Bès veille sur les cauchemars des hommes et leur évite même les « pannes » sexuelles. Ce dieu présidant à la toilette des femmes, on le représente donc souvent sur des objets tels que des vases à parfums, des boites à fard mais ce sont surtout sur des miroirs qu'est apposé le dieu nain. On le représente enfin sur des coussins que l’on glissait sous la tête des momies auxquelles il était censé apporter la paix.

## Lieux de culte
Une statue du dieu Bès a été retrouvée à Tell Amarna, dans la ville qu'Akhenaton avait fait bâtir à Akhetaton. Cette trouvaille prouve que les Égyptiens qui vivaient dans cette ville, dans laquelle tout lieu de culte consacré à un autre dieu qu'Aton était interdit par le pharaon lui-même, vénéraient quand même leurs dieux. De récents travaux archéologiques viennent aussi de découvrir un temple qui pourrait avoir été un lieu de culte en l'honneur de Bès, situé dans l'oasis de Bahariya.

## Galerie

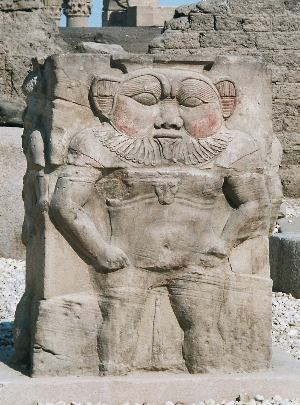
Colonne-statue, temple de Dendérah.
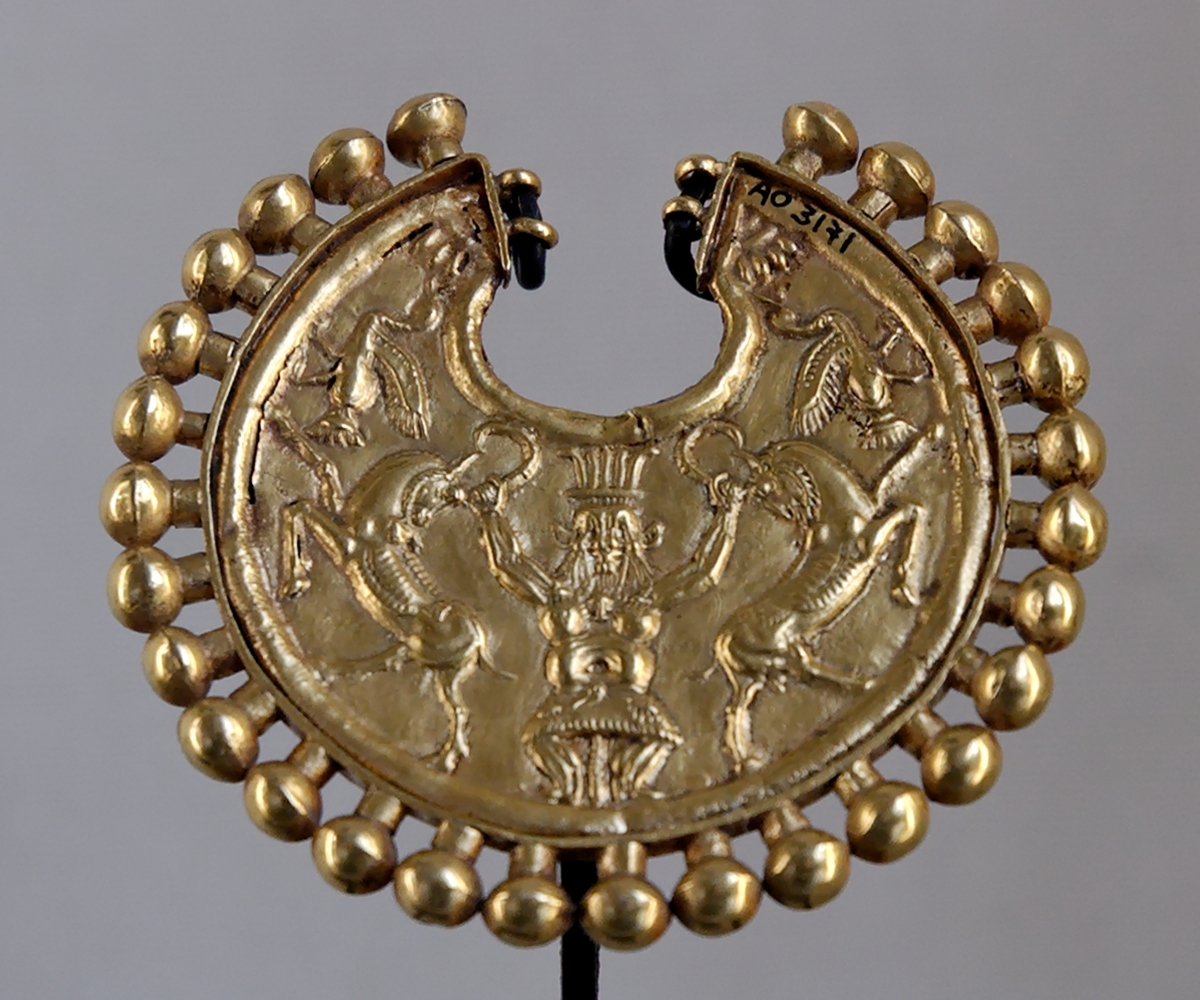
Pendentif : Bès maîtrisant deux chèvres.
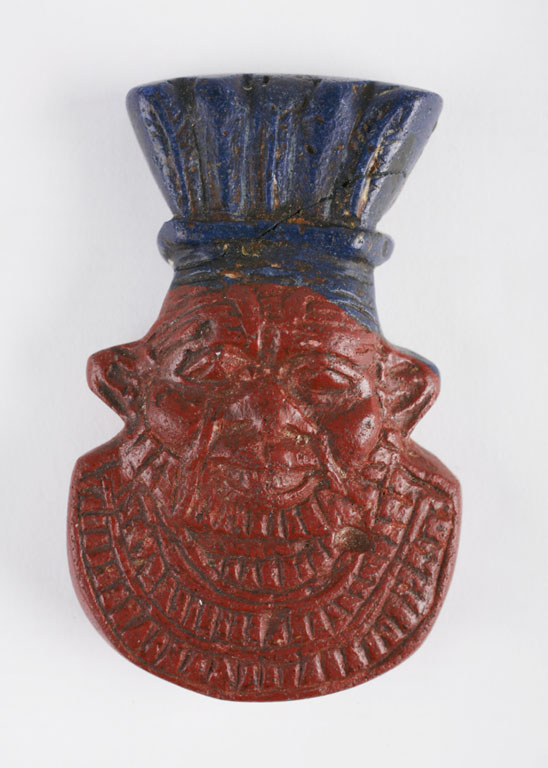
Dieu-nain Bès amulette dans la collection permanente du Musée des enfants d'Indianapolis.
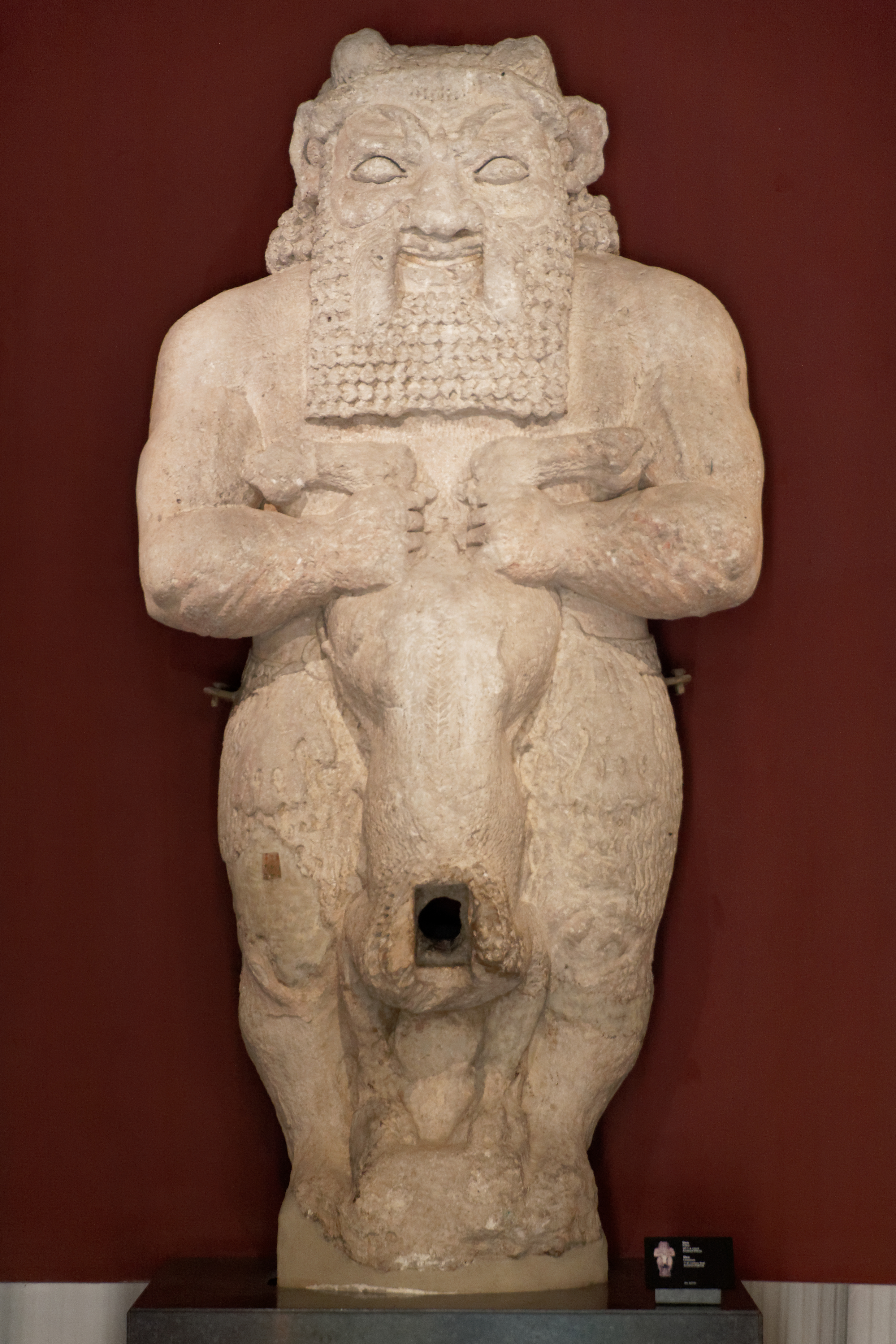
Statue colossale de Bes dans l'entrée du musée archéologique d'Istanbul.